# Пата Анатолій Григорович
Анатолій Григорович Пата (рос. Анатолий Григорьевич Пата; нар. 30 липня 1950, Сталіно, УРСР — 10 січня 2025) — російський радянський футболіст, воротар, російський тренер.

## Життєпис
Вихованець донецького «Шахтаря». Дорослу футбольну кар'єру розпочав 1975 року в дублі п'ятигорського «Машука». Потім відправився на військову службу, яку проходив в Угорщині в спортроті південної групи військ, де став чемпіоном і срібним призером збройних сил. У 1982 році повернувся і п'ятигорський «Машук», який виступав у 3-ій зоні другої ліги (1982). Наступні два роки провів у першій лізі в волгоградському «Роторі», де став дублером Віктора Владющенкова. Потім 4,5 сезони був основним воротарем ставропольського «Динамо». У 1989 році перейшов до краснодарської «Кубані», але через рік змушений був поступитися місцем у воротах Євгену Плотнікову і наступні два роки відіграв в команді другої ліги «Сигнал» / «Динамо» Ізобільний. У першій половині сезону 1993 року провів два матчі за «Асмарал» (Кисловодськ), потім повернувся в «Динамо», яке виступало у вищій лізі, де й закінчив професіональну кар'єру в 1994 році. Пізніше грав в аматорських командах на першість Ставропольського краю.
Воротар-бомбардир. У 1986 році в матчах розіграшу першої ліги забив 4 м'ячі з пенальті, в 1991 році в турнірі другої нижчої ліги — 3 голи. Відбив пенальті у своїй першій грі в вищому дивізіоні, один з 12 воротарів чемпіонатів СРСР і Росії, які відбили два одинадцятиметрових в одному матчі — в 1994 році відбив удари гравців «Ротора» Веретенникова і Нідергауса.
Ще будучи гравцем, мав проблеми з алкоголем, які посилилися після закінчення кар'єри. Однак він зумів з ними впоратися, а в 2000 році був запрошений в «Динамо» тренувати воротарів, наступні два роки працював старшим тренером. У 2002 році отримав тренерську ліцензію і в жовтні став головним тренером клубу. У наступному сезоні «Динамо» очолив Корній Шперлінг, але в червні Пата його змінив. У 2004 році головним тренером призначили Сергія Юрана, але оскільки він не мав тренерської ліцензії, головним тренером значився Пата, хоча ніякої роботи в клубі не виконував. Після того, як йому, незважаючи на діючий контракт, перестали платити зарплату, Пата звернувся до суду. З клубу на користь Анатолія було стягнуто 2,5 мільйона рублів, але судову ухвалу, за його словами, він «розірвав і викинув».
У 2005 році на запрошення директора біологічної фабрики Армавіра Євгена Сусського очолив команду «Біолог» з селища Прогрес Новокубанський району Краснодарського краю і зайняв з нею 4 місце у вищій лізі Кубані. Наступного року «Біолог» повторив вище вказане досягнення, а сезони 2007 та 2008 років на чолі з Анатолієм Автою «Біолог» провів у першості ЛФЛ, де в кожному сезоні також займав четверті місця.
У грудні 2009 року знову був запрошений в ставропольське «Динамо». У травні 2010 року через незадовільні результати знятий з посади головного тренера і переведений на посаду тренера-селекціонера.
З 2011 року — головний тренер команди чемпіонату Ставропольського краю «Електроавтоматика» (Ставрополь).
Помер 10 січня 2025 року.